# الدفاع عن البرج

لعبة ميسيل كوماند ، وتظهر طريقة الدفاع عن المدينة من القصف الجوي

الدفاع عن البرج (بالإنجليزية: Tower defense)‏ ، هي نوع لعبة فيديو للإستراتيجية الوقت الحقيقي، وتهدف هذه المهمة المكررة الدفاع عن أماكن معرضة للإستهداف سواء كانت المدن أو القرى أو القواعد العسكرية أو غيرها، وفي حال تمت نسف مادمرته القصف تفشل اللعبة.